# Mese a Grand Hotelben
Mese a Grand Hotelben (1934) Ábrahám Pál jazzoperettje 2 felvonásban, elő- és utójátékkal.

## Keletkezése
Alfréd Savoir –  kora legnagyobb francia komédiaírója – A nagyhercegnő és a pincér c. világhírű szatírája alapján a szövegkönyvet Alfred Grünwald írta, a német dalszövegeket Fritz Löhner-Beda szerezte. A darab bemutatója 1934. március 29-én Bécsben, a Theater an der Wien színházban volt, Märchen im Grand-Hotel címmel. A német librettisták az operettműfaj paródiáját alkották meg a nagysikerű Savoir-komédiából, mely az emberek között konfliktusokat okozó státuszkülönbségből és identitásváltoztatásokból csinált paródiát.
Az Ellenzék c. kolozsvári újság 1936. május 9-i száma szerint a: "Mese a Grand Hotelben: csupa vidám melódia, pezsgő, tánc, rivierai és hollywoodi hangulat, primadonna, szubrett, bonviván és komikus szerepek a javából, pazar toalettek és pompás díszletek, szóval igazi modern operett." Az Ellenzék 1936. május 12-i száma szerint: "A sok képre tagolt darab helyenként megőrizte a Savoir-i humort és kellemesen mulatságos maradt. Helyenként — természetesen igazi operett, de aki szereti ezt a műfajt és a benne szereplő elkarikírozott figurákat — nagyon jól fog szórakozni a Mese a Grand Hotelben előadásán."
A jazzoperettet Heltai Jenő és Harmath Imre fordította magyar nyelvre, bemutatója 1936. március 28-án a budapesti Kamaraszínházban volt.
A jazzoperett zeneileg rendkívül változatos, a kora modern zenei ízlését tükrözte. A keringő mellett foxtrott táncok és tangó is színesíti, sőt hangzásában és hangszerelésében George Gershwin stílusát idézi.
2017. decemberében, a német Komische Oper Berlin koncert formájában újra elővette és felújította a teljesen elfelejtett, és egykor Magyarország mellett csak Bécsben (Németországban ekkor már nem lehetett játszani) bemutatott Ábrahám darabot, mely a Weimari-korszak arcátlan és könnyed szellemét idézi, és a két korábbi Ábrahám operett (Hawaii rózsája és Bál a Savoyban) stílusát. 2018. november 25-én az operettet újra színpadi formában adták elő a Staatstheater Mainzban, Németországban.

## Szereplők a német verzióban
| Szereplő                                                  | Hangfekvés                      |
| --------------------------------------------------------- | ------------------------------- |
| Infanta Izabella                                          | szoprán                         |
| András István herceg                                      | tenor táncoskomikus             |
| Chamoix elnök, a Grand Hotel Palace tulajdonosa           | bariton                         |
| Albert, szobapincér                                       | bariton / tenor                 |
| Sam Makintosh, az Universal Star Picture Ltd. filmmágnása | basszus                         |
| Chamoix elnök                                             | bariton                         |
| Marylou Makintosh,a filmmágnás lánya                      | mezzoszoprán/alt                |
| Grófnő Pepita Inez de Ramirez / Mabel/titkárnő            | szoprán                         |
| Pál nagyherceg                                            | basszus                         |
| Dr Dryser                                                 | bariton                         |
| Báró Don Lossas / Vőlegény/ szobafiú                      | bariton                         |
| Materd                                                    | tenor                           |
| Barry                                                     | bariton                         |
| Férfi kvintett vagy kvartett                              | 2 tenor, 1 bariton és 1 basszus |

4 nő és 10 férfi, valamint egy férfikvartett a zenekarban. 
Zenekar: klarinét, fagott, trombita I-II, harsona, hárfa, bendzsó, zongora I-II, 2 dob, vonósok (I és II hegedű, cselló, basszus)

## Szereplők a magyar verzióban
| Szereplő                          | Hangfekvés                    |
| --------------------------------- | ----------------------------- |
| Olga, nagyhercegnő                | szoprán                       |
| Juszup herceg, Olga vőlegénye     | tenor táncoskomikus           |
| Iván nagyherceg                   | basszus                       |
| Anna Tartakowa grófnő, udvarhölgy | szopran                       |
| Borisz báró, ceremóniamester      |                               |
| Sam Makintosh, filmmágnás         | basszus                       |
| Marylou, a leánya                 | mezzoszoprán / alt szubrett   |
| Chamoix, elnök                    | bariton                       |
| Matard, hoteligazgató             | tenor                         |
| Albert, szobapincér               | bariton / tenor               |
| Mabel, Marylou komornája          | szoprán                       |
| Dr. Josuah Dryser, dramaturg      | bariton                       |
| Morris, tervező                   |                               |
| Barry titkár                      | bariton                       |
| Conningham, operatőr              |                               |
| Elly                              |                               |
| Dorothy                           |                               |
| Cecil                             |                               |
| Viktória                          |                               |
| Titkárnők                         |                               |
| Portás                            |                               |
| Férfi kvintett vagy kvartett      | 2 tenor, 1 bariton, 1 basszus |

## Cselekménye
- Helyszín: Hollywood  >Universal Star Picture Ltd< filmvállalat stúdiója. Grand Hotel Cannes
- Idő:

### A mű keletkezése
Az operett Savoir kedves prózadarabjából készült, a mese az I.világháború utáni idők romantikájáből fakad, amikor még újak és érdekesek voltak a menekült orosz arisztokraták. A Pesti Hírlap 1936. február 29-i cikke szerint "Az operett muzsikája édesen, ötletesen árad a mese mellett, pattog, szikrázik, fölpezsdít ez a zene." A Pesti Napló  1936. február 29-i száma így ír.  "Ábrahám Pál muzsikája nemcsak nagyon hatásos, de előkelően finom is. Nem véletlen, nem is a divat szeszélye, hogy nevét ma már az élen állók között emlegetik, Ábrahám Pált megilleti ez a hely. Van néhány gyönyörű, egészen eredeti és pikáns dala." A Budapesti Hirlap, 1936. február 29-i számában arról számol be, hogy "az operett Heltai fordításában és Harmath Imre verseivel elszórakoztat, megnevettet...", A zenében Ábrahám Pál a  vokál "kvartettet úgy használja, mint önálló hangszert, ami újszerű és hatásos." Új kelet, 1936. május 9. száma így ír: "...Mese a Grand Hotelben: csupa vidám melódia, pezsgő tánc, rivierai és holywooody hangulat, primadonna, szubrett, bonviván és komikus szerepek a javából, pazar toalettek és pompás díszletek, szóval igazi modern operett." A Népszava 1936. február 29-i száma ezt írja:  "A zenét Ábrahám Pál szerzette közel két évvel ezelőtt, a számok ezért ismerősök már a jazz-műsorokról és az újabb betoldások sikerét is kipróbálták a darab szegedi előadásán. Ábrahám zenéje eleven, hangulatos, színes és a közzenékkel bizonyságot szolgáltat arról, hogy képességei igényesebb feladatok megoldására utalják."
Az előadáson gyorsan forognak a színpadi képek, látványosak.

### Előjáték
- Savoir eredeti darabjához az operett-szövegírók még egy kis hollywoodi elő- és utójátékot kapcsoltak a szubrettszerep kedvéért.  Az előkép és az utókép moziszerűségbe van csomagolva és igen mulatságos, könnyed és elegáns.

### Első felvonás – Második felvonás
- Grand Hotel Cannes
- A száműzött, emigráns orosz nagyhercegnő története itt kezdődik:  A hölgy külföldi szállodákban él, gőgös, magányos és szegény. A nagyszálló fiatal, csinos szobapincére elszánt szerelme eleinte bosszantja, majd mulattatja, végül a szerelem viszonzásra talál. A szobapincér a nagyhercegnő hazájából hercegi rangot vásárol magának, hogy méltó társa legyen a nagyhercegnőnek.  Hanem amikor a nagyhercegnő megtudja, hogy a pincér nem valódi pincér, hanem milliomos hoteltulajdonos köztársasági elnök, a legnagyobb francia szállótrösztös fia, akkor felháborodottan utasítja ki a fiút.  A nagyhercegnő megengedhet magának egy kis futókalandot a szobapincérrel, – de nem mehet feleségül egy hoteltulajdonos fiához. Az operett előadásban rengeteg mulatságos helyzet szórakoztatja a közönséget, töméntelen humoros figura közbejöttével. Ilyen a konkurenseivel küzdő Hollywood-i film- producer, és energikus kislánya Marylonu is szerepel és bonyodalmat okoz.

### Utójáték
- Végül kielégítő happy enddel végződik a darab, amennyiben a nagyhercegnőnek elfogyott a pénze és belőle is modern dolgozó nő lesz.

## Operettslágerek
- (németül: Ich geh' so gern spazieren) (foxtrot)
- A legszebb rózsát (németül:Die schönste Rose) (tangó)
- Dzsesz lesz (németül: Jonny, brauchst du Money)
- (németül: Hoheit, heut’ bin ich bezaubert)
- (németül: Ein Drink in der Jonny-Bar)
- Szerelmem, egyetlen szerelmem (németül: Mon ami)(angol valcer)
- (németül: Jedes kleine Mädel will glücklich sein)
- (németül: Ein Märchen, ein Marchen ...Märchen im Grand Hotel)(angol valcer)
- (németül:Träum' heute Nacht von der Liebe) (slowfox)
- Mikor lesz újra enyém az ősi, hősi trón? (valcer) (németül: Ich wär so gerne Königin)

## Bemutatók
- Premier: 1934. március 29. Theater an der Wien, Bécs, Ausztria
- 1936. február 16. Szegedi Nemzeti Színház, Szeged, "Mozihercegnő " címmel
- 1936. március 28. Kamaraszínház, Budapest
- 1936. április 30. Pécsi Nemzeti Színház
- 1936. május 10. Magyar Színház, Kolozsvár
- 1936. november 20. Aradi Városi Színház, Arad
- 2017. december 17. Komische Oper, Berlin, Németország (koncert előadás)
- 2018. november 25. Staatstheater Mainz, Mainz, Németország
- 2019. október 26. Luzerner Theater, Luzern, Svájc
- 2019. november 16. Staatsoper Hannover, Hannover, Németország
- 2020. január 24. Meininger Staatstheater, Meiningen, Németország
- 2020. szeptember 13. Staatsoper Hamburg, Hamburg, Németország
- 2020. szeptember 26. Staatsoperette Dresden, Drezda, Németország
- 2021. június 11. Staatstheater Nürnberg, Nürnberg, Bajorország, Németország
- 2021. december 25. Theater Pforzheim, Pforzheim, Németország
- 2023. április 22. Göteborgs Operan, Göteborg, Svédország (svéd nyelvű premier)
- 2023. június 17. Staatstheater Cottbus, Cottbus, Brandenburg, Németország
- 2024. május 8. Deutsche Oper am Rhein - Theater Duisburg, Duisburg, Észak-Rajna-Vesztfália, Németország
- 2024. július 6. Lehar Festival - Kongress & TheaterHaus Bad Ischl, Bad Ischl, Ausztria
- 2024. november 29. Theater Nordhausen, Nordhausen,  Theater im Anbau, Türingia, Németország
- 2024. november 30.  Staatstheater Nürnberg, Nürnberg, Bajorország, Németország
- 2024. november 30. Mainfrankentheater Würzburg, Würzburg, Bajorország, Németország
- 2024. december 14. Theatre Hof, Hof, Bajorország, Németország